# Vasco Brondi
Vasco Brondi (Verona, 1º febbraio 1984) è un cantautore e scrittore italiano.

## Biografia

### Carriera musicale
Nasce a Verona, ma trascorre l'infanzia e l'adolescenza a Ferrara; è imparentato con la chitarrista e compositrice Maria Rita Brondi. Le luci della centrale elettrica è il nome del suo progetto artistico/musicale, che vede la luce nel 2007 con un demo autoprodotto dal titolo omonimo e che in breve si diffonde nel circuito indie rock (circuito delle autoproduzioni). In questi anni Brondi inizia a frequentare Bologna e la sua scena artistica.
Nel maggio 2008 arriva l'album d'esordio Canzoni da spiaggia deturpata, prodotto da Manuele Fusaroli in collaborazione con Giorgio Canali, che incontra il consenso del pubblico e il successo nelle vendite e che ha in copertina un'opera del fumettista e illustratore Gipi. Anche la critica si accorge de Le luci: i più importanti periodici specializzati dedicano ampio spazio al disco e a tutto ciò che rappresenta nel panorama musicale italiano. Nel novembre 2008 il disco vince la Targa Tenco come migliore opera prima, il Premio FIMI, il premio MEI, il Premio Musica & Dischi e il Premio Fuori dal Mucchio della storica rivista di musica Il Mucchio Selvaggio.
Tra il 2007 e il 2010 Vasco apre i concerti di artisti come Afterhours, Subsonica, Blonde Redhead, Notwist, Adam Green e Vinicio Capossela.
È stato ospite speciale in cinque concerti diversi dello spettacolo teatrale degli Afterhours. Sempre come ospite ha partecipato alla serata Rilettura musicata di Camere separate di Tondelli organizzata da Susanna Tartaro di Rai Radio 3 Fahrenheit al Palazzo delle Esposizioni di Roma, allo spettacolo “Le città viste dal basso” dei Perturbazione, alla serata tributo a Fabrizio De André organizzata da Rai Radio 1.
Inoltre la canzone Per combattere l'acne viene scelta per la colonna sonora dei titoli di coda del film Fuga dal call center di Federico Rizzo.
Il 9 novembre 2010 esce il secondo album Per ora noi la chiameremo felicità, anticipato il 14 ottobre dal video del primo singolo estratto, Cara catastrofe. Il booklet dell'album è realizzato da Andrea Bruno.
Subito dopo inizia il tour teatrale che vede Le luci della centrale elettrica protagonista sui palchi di sei teatri di Roma, Firenze, Verona, Milano, Bari e Ferrara.
Il disco entra al 24º posto nella classifica FIMI. Alla fine del 2010 Rolling Stone Italia inserisce Canzoni da spiaggia deturpata al sesto posto tra i venticinque migliori dischi del decennio, primo tra gli italiani. Anche Rumore lo segnala tra i migliori dischi degli anni duemila collocandolo al 93º posto.
Nell'aprile del 2011 Lorenzo "Jovanotti" Cherubini vuole Le luci della centrale elettrica come opener del suo Ora in Tour, che ha preso il via il 16 aprile da Rimini e che porta il cantante ad esibirsi ogni sera davanti a migliaia di persone. Nello stesso periodo il regista Daniele Gaglianone chiede a Brondi una canzone da inserire nella colonna sonora e nei titoli di coda del suo film Ruggine che annovera tra i protagonisti Stefano Accorsi, Valeria Solarino e Valerio Mastandrea.
Nel luglio 2011 lo scrittore e giornalista Marco Lodoli, pubblica un articolo su Il Venerdì di Repubblica nel quale paragona Vasco Brondi a Francesco De Gregori e proprio quest'ultimo vuole l'artista ferrarese con sé sul palco del Traffic Festival di Torino, dove gli concede l'onore di chiudere il concerto con una versione inedita di Viva l'Italia, arrangiata dallo stesso Vasco Brondi per l'occasione.
Nel settembre 2013 Vasco Brondi inizia a lavorare su un nuovo disco assieme a Federico Dragogna dei Ministri. Nel dicembre seguente comunica il 4 marzo 2014 come data di uscita del terzo album in studio. Viene poi annunciato il titolo che è Costellazioni.
Nel frattempo partecipa alla riedizione dell'album Hai paura del buio? degli Afterhours, collaborando al rifacimento del brano Simbiosi insieme a Der Maurer.
Il primo singolo estratto da Costellazioni è I destini generali, pubblicato il 28 febbraio 2014 e di cui viene diffuso anche un videoclip animato diretto da Michele Bernardi e interpretato da Alice Guazzotti.
Costellazioni debutta al secondo posto della classifica F.I.M.I.
Il 24 febbraio del 2015 viene pubblicato il nuovo album di Lorenzo "Jovanotti" Cherubini il cui titolo è Lorenzo 2015 CC.. Una delle tracce del disco è L'estate addosso, scritta a quattro mani da Brondi e Jovanotti, il quale nel corso della conferenza stampa di presentazione definisce Brondi "il più bravo di quelli nuovi".
Il 3 marzo 2017 esce il nuovo album, intitolato Terra.
Il 5 ottobre 2018 esce la raccolta 2008/2018 tra la via Emilia e la via Lattea, ultimo lavoro che porta il nome de Le luci della centrale elettrica.
Nell'aprile 2019 esce l'album Faber nostrum, disco tributo a Fabrizio De André in cui vari esponenti della musica italiana reinterpretano un brano del cantautore genovese. Vasco Brondi partecipa realizzando la cover di Smisurata preghiera.
Il 22 gennaio 2021 viene pubblicato, in collaborazione con Francesca Michielin, il nuovo singolo Cattive Stelle.
Ad aprile 2021 esce il singolo Chitarra nera che anticipa l’album, in uscita il 7 maggio dello stesso anno, Paesaggio dopo la battaglia. Il brano è stato prodotto insieme a Federico Dragogna, che accompagna Vasco Brondi dagli esordi, e da Taketo Gohara, che a sua volta ha curato La Piazza EP e l’album Tempi Bui per la rock band di Milano.

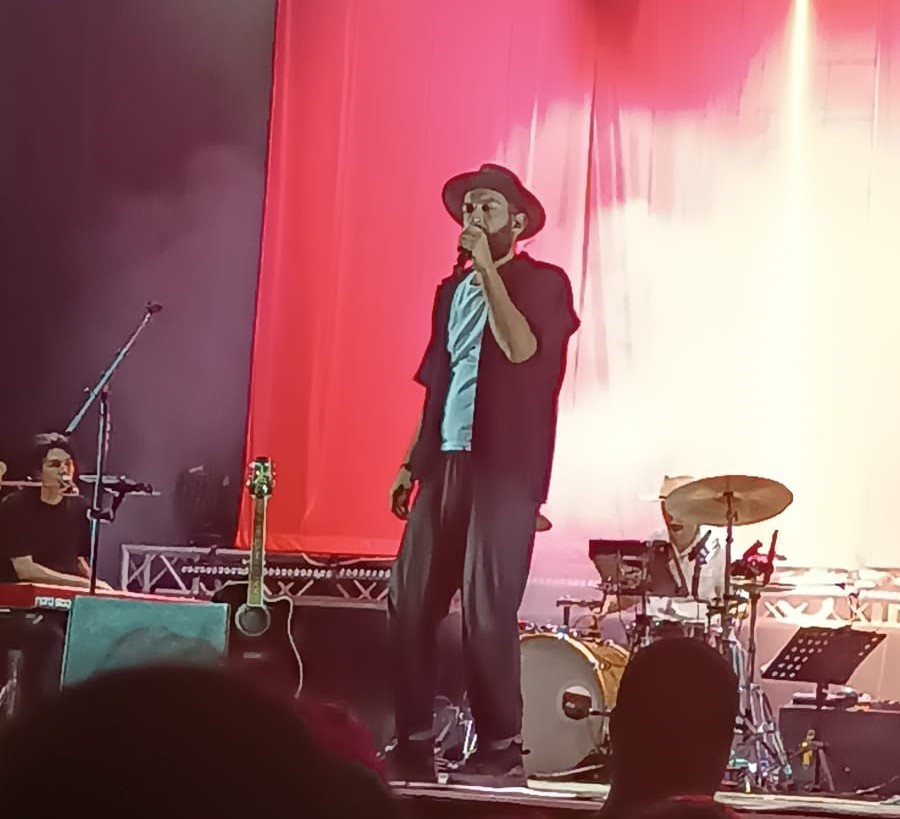
Vasco Brondi in concerto al Filagosto festival, il 30 luglio 2024

Il 15 marzo 2024 è in uscita l'album Un segno di vita, secondo disco sotto il proprio nome di battesimo e primo per la casa discografica indipendente Carosello Records, prodotto da Federico Dragogna e contenente il brano Fuoco dentro in duetto con Nada. L'album esordisce al 7º posto della classifica album e al 3º posto della classifica supporti fisici (CD e vinili). L'album è stato supportato anche dalle radio con i singoli Un segno di vita, Incendio e successivamente Meccanismi con Ariete, brano presente solo nel formato digitale. Quest'ultimo singolo viene attestato da EarOne come terzo brano indipendente più trasmesso in radio nella 38ª settimana del 2024.
Nello stesso anno ottiene ottimi risultati anche con un tour di oltre 30 concerti in tutta Italia e la speciale direzione artistica del concerto “Costellazione 25 Aprile“ per il Comune di Carpi. 

## Carriera da scrittore
Il 13 ottobre 2009 Vasco Brondi pubblica con Baldini Castoldi Dalai il libro Cosa racconteremo di questi cazzo di anni zero, che raccoglie i post del blog www.leluci.net e altro materiale.
A fine 2010 due suoi racconti vengono pubblicati integralmente sulla rivista Rolling Stone Italia.
Il 9 novembre 2011 viene pubblicato Cosa Volete sentire - Compilation di racconti di autori italiani a cura di Chiara Baffa, raccolta di racconti scritti da tredici cantautori della scena indipendente italiana. Tra questi anche Vasco Brondi con il racconto Vivere, dicevamo una sera in hotel (citazione di un verso di Groupies dei Baustelle). Il racconto viene poi pubblicato anche sul numero 72 di dicembre di la Repubblica XL, che dedica la copertina proprio a Brondi. Allo stesso numero del mensile viene allegato in esclusiva l'EP C'eravamo abbastanza amati.
Il 1º ottobre 2012, per i disegni di Andrea Bruno e come preannunciato l'11 settembre attraverso la pagina Twitter, esce il nuovo fumetto intitolato Come le strisce che lasciano gli aerei. Protagonisti del nuovo fumetto sono tre ragazzi, Micol, la ragazza dai capelli rossi, Rashid il nordafricano, e Rico. Le vite dei personaggi si incrociano più volte, sono ventenni con gli stessi pensieri, con gli stessi sogni, e le stesse delusioni, accomunati dallo sfondo piatto della radio e della tv che accompagnano la vita. Il cantante, inoltre, afferma che «È soprattutto una storia sulle partenze, sull'ansia di andarsene che è la stessa in posti così lontani e in persone con percorsi così diversi. Come dire che a volte non c'è una destinazione chiara ma ci sono insofferenze e sogni precisi. C'è anche un amore impossibile che infatti non funziona, è un accenno di amore.»

## Discografia

### Da solista

#### Album in studio
- 2021 – Paesaggio dopo la battaglia
- 2024 – Un segno di vita

#### Album dal vivo
- 2020 – Talismani per tempi incerti

#### Colonne sonore
- 2024 – Ascoltare gli alberi (Musiche e canzoni ispirate al film "Fiore mio" di Paolo Cognetti)

#### Singoli
- 2021 – Chitarra nera
- 2021 – Ci abbracciamo
- 2021 – Adriatico
- 2021 – Il sentiero degli Dei
- 2022 – Va' dove ti esplode il cuore
- 2024 – Un segno di vita
- 2024 – Illumina tutto
- 2024 – Fuoco dentro (con Nada)
- 2024 – Incendio
- 2024 – Meccanismi (con ARIETE)
- 2024 – Ascoltare gli alberi
- 2024 – Costellazioni rework

### Come Le luci della centrale elettrica

#### Album in studio
- 2008 – Canzoni da spiaggia deturpata
- 2010 – Per ora noi la chiameremo felicità
- 2014 – Costellazioni
- 2017 – Terra

#### Raccolte
- 2018 – 2008/2018 Tra la via Emilia e la Via Lattea

#### EP
- 2011 – C'eravamo abbastanza amati

#### Demo
- 2007 – Le luci della centrale elettrica

## Opere letterarie
- Vasco Brondi, Cosa racconteremo di questi cazzo di anni zero, Baldini Castoldi Dalai, 2009, ISBN 88-6073-468-1.
- Vasco Brondi, Andrea Bruno, Come le strisce che lasciano gli aerei, Coconino Press, 2012, ISBN 978-88-7618-208-2.
- Vasco Brondi, Massimo Zamboni, Anime galleggianti. Dalla pianura al mare tagliando per i campi, La nave di Teseo, 2016.
- Vasco Brondi, Le luci della centrale elettrica. Dieci anni di musica tra la via Emilia e la Via Lattea, a cura di Tiziana Lo Porto, La nave di Teseo, 2018, ISBN 978-8893446594.
- Vasco Brondi, Terra. Diario di lavorazione o la gloriosa autostrada dei ripensamenti, La nave di Teseo, 2019, ISBN 978-8834601471.
- Note a margine e macerie, in allegato al CD dell'album Paesaggio dopo la battaglia, 2021